# 諸羅山社
諸羅山社（荷蘭文：Tirosen，亦寫作Tirocen、Tiracen、Tilaocen:232-233或Toelosang），是位於台灣嘉義平原地區的平埔洪雅族群中羅亞族的聚落，在臺灣荷蘭統治時期即活躍於臺灣舞台。鄭成功攻台時，荷蘭人曾在此集體避難。

## 歷史
臺灣荷蘭統治時期，諸羅山社是大員（今臺南）以北重要村社之一，荷蘭人派有政務員、牧師、教師、士兵駐地執行政教事務，地位重要。荷治末期，鄭成功包圍熱蘭遮城（今安平）275天，諸羅山社成為荷蘭人唯一的集體避難地。日本學者安倍明義氏《台灣地名研究》云：
「荷蘭人的文書中記載著：鄭軍攻進臺灣時，當時在赤崁之北的荷蘭人先到索蘭（蕭壠，今臺南佳里）避難，可是由於該地不穩，又撤退到麥達（麻豆），更輾轉到多魯哥（哆囉嘓，今台南市東山區），後因食糧缺乏再向北方的帝洛森（諸羅山，今嘉義）退卻」。
臺灣平埔族沒有書寫的文字，社眾之間傳達主要以口語形式進行，17世紀荷蘭人將平埔族語以羅馬字母拼出，是平埔族語言出現文字化的起始，諸羅山社的名稱以羅馬字母譯音，在《熱蘭遮城日誌》及東印度公司（簡稱VOC）檔案中有多種拼法，大抵以Tirosen為主，亦有Tirocen、Tiracen、Tilaocen:232-233或Toelosang等。明鄭時期首次以台語口音譯成漢字「豬羅山」，國立中央圖書館藏1664年《永曆十八年台灣軍備圖》在平地繪有「豬磱山番」:10，國立故宮博物院藏1666年左右繪製《台灣略圖》（內容與《永曆十八年台灣軍備圖》幾乎雷同）記為「豬膋山番」:107。入清後清廷或嫌棄豬羅的台語音似豬牢，而改用同音異字諸羅山，並以諸羅兩字設為縣名。
諸羅山社位於北回歸線下的地理特質，於17世紀歐洲人編製的世界地圖已被標示出來，倫敦大英博物館收藏1648年揚·布勞所繪地圖，在臺灣西部有港灣稱為Wangkan（魍港、位今嘉義布袋），魍港之北在北回歸線下註明Toelosang（諸羅山），四百年前諸羅山社的社址在紅毛井附近（今嘉義市蘭井街），清代築建諸羅城之前遷移至城外番社（今中正公園一帶）。
諸羅山社原住民在19世紀大多已漢化，目前只剩下番社、番仔溝、番仔陂、紅毛井、福社宮等遺跡憑供追憶。